# Louis de Vaulchier du Deschaux
Pour les articles homonymes, voir Vaulchier et Deschaux.
Louis-René-Simon, marquis de Vaulchier du Deschaux (12 février 1780, Dôle - 26 août 1861, Besançon), est un haut fonctionnaire et homme politique français.

## Biographie
D'opinions légitimistes, il n'exerça aucune fonction sous le Premier Empire, salua avec joie le retour des Bourbons, et reçut chez lui, en mai 1814, le comte d'Artois qui le chargea de l'administration provisoire du Jura. Il fut nommé préfet en titre de ce département le 24 septembre suivant. Aux Cent-Jours, il résista à Ney qui voulait l'entraîner dans sa défection, et quitta Lons-le-Saulnier. 
Après Waterloo, il fut nommé préfet de la Corrèze le 14 juillet 1815, et fut appelé à témoigner dans le procès de Ney ; sa déposition fut des plus défavorables au maréchal. Préfet de Saône-et-Loire le 31 janvier 1816, il s'occupa particulièrement de l'instruction religieuse des campagnes et de l'enseignement mutuel ; il eut à remettre, en 1819, à la famille de Turenne, le cœur du grand capitaine qui avait été conservé à Cluny. Partisan des ultras, il fut remplacé dans ses fonctions de préfet le 24 février 1819, sous le ministère Decazes. À son retour aux affaires, le duc de Richelieu le nomma préfet de la Charente (25 avril 1820), puis de Saône-et-Loire le 19 juillet suivant. 
Préfet du Bas-Rhin le 23 mai 1822, il devint, en avril 1824, directeur de l'administration des douanes, et, le 4 août suivant, directeur des postes en remplacement du duc de Doudeauville. L'opposition s'éleva vivement contre lui ; on l'accusa d'avoir violé le secret des lettres, et ses explications embarrassées prouvèrent que le cabinet noir existait toujours. On dut le remplacer en 1829 par le comte de Villeneuve-Bargemon ; il reprit alors la direction des douanes. 
Conseiller d'État depuis 1818 et officier de la Légion d'honneur, Vaulchier avait depuis longtemps brigué et obtenu un mandat législatif. Successivement élu député du grand collège du Jura, le 13 novembre 1820, et du 2e arrondissement électoral du même département (Dole), le 1er octobre 1821, le 25 février 1824, le 17 novembre 1827, le 23 juin 1830, il siégea constamment parmi les ultra-royalistes, approuva les mesures de réaction, la loi de septennalité, et repoussa l'Adresse des 221. 
À la révolution de juillet 1830, il donna sa démission de directeur des douanes et de député, et se retira dans ses terres où il vécut dans la plus profonde retraite. Il fut remplacé à la Chambre, le 21 octobre 1830, par le général Bachelu.